# حسام لطفي
حسام لطفي حسين أحمد (مواليد 7 أكتوبر 1994، لاعب كرة قدم مصري من مواليد الإمارات يجيد اللعب كصانع ألعاب مع نادي الظفرة.
لعب في نادي الإمارات ونادي مسافي ونادي الذيد ونادي التعاون ونادي الظفرة.

## روابط خارجية
- حسام لطفي على موقع Soccerway.com (الإنجليزية)